# Trebouxiophyceae
Trebouxiophyceae са клас зелени водорасли (Chlorophyta). Положението им в зелени водорасли не е добре установено, поради необходимостта от още генетични изследвания на по-високите таксони в рамките на групата.

## Класификация
Класът включва следните три разреда:
Клас Trebouxiophyceae
- Разред Chlorellales
- Разред Prasiolales
- Разред Trebouxiales